# Pista ciclabile del Cilento
La pista ciclabile del Cilento è un'area pubblica adibita ad uso sportivo-amatoriale nel Cilento in Campania.

## Storia
La pista si estende per 30 km e utilizza la vecchia strada statale Aversana che da Salerno conduce ad Agropoli lungo la litoranea cilentana. Lungo l'itinerario si alternano paesaggi ed ambienti di bellezza naturale quali, ad es., la Piana del Sele, la pineta costiera, le dune di terra e la valle dei templi di Paestum, costituendo un'attrazione turistica senza pari in Italia. I lavori avviati nel 2000 dalla Provincia di Salerno e dalla Regione Campania, dopo uno stanziamento di 38 miliardi di lire, non si sono ancora conclusi. Uno dei problemi è stato la difficoltà di coordinare i procedimenti dei lavori per ogni lotto che ha risentito della differente impostazione estetica adottata da ciascun referente municipale.

## Prospettive sulla pista ciclabile del Cilento
La pista, una volta conclusa, darebbe grande slancio turistico ad un'area che per tanti anni è stata oggetto di attività illecite e di criminalità organizzata, in primis tratta di immigrati, lenocinio, ma anche molti abusi edilizi ai quali in parte le istituzioni hanno posto un freno. D'altra parte si profilano costi ingenti per la ripresa dei lavori tra cui l'impianto di illuminazione oltre all'eventuale manutenzione da pianificare periodicamente.

### Videografia
- Frammenti di pista ciclabile, su YouTube.